# Анастасије II
Анастасије II (грч: Αναστάσιος Β΄, умро 1. јуна 719. године) био је византијски цар од 713. до 715. године. После пада са власти покушао је да 719. узурпира царску круну, али је цар Лав III Исавријанац наредио његово погубљење.
Анастасије је рођен као Артемије и у Цариграду је вршио дужност старешине царске канцеларије (протасекретис). Када се војска из теме Опсикион побунила против цара Филипика, Артемије је уздигнут на царски престо. Приликом крунисања 4. јуна 713. добио је име Анастасије, највероватније по узору на цара Анастасија I (491-518) који је такође дошао на власт као представник дворске администрације после низа војничких царева.
Прве Анастасијеве месе биле су да одбаци монотелитску политику свог претходника и поново потврди закључке Шестог васељенског сабора. Цариградски патријарх Јован IV је најпосле смењен 715. и на његово место је доведен Герман I.
Када је абасидски војсковођа Маслама опљачкао малоазијску област Галатију 714. године, Анастасије II је послао у Дамаск посланство да покуша да закључи мир са калифом Валидом I. Дипломате су се вратиле без дипломатског споразума, али са извештајем о опсежним ратним припремама у Сирији, на шта је цар брже-боље почео да припрема Константинопољ за нову опсаду. Анастасије је обновио цариградске зидине, нарочито оне које су браниле град са мора, поставио је разне ратне справе и почео да пуни престоничке амбаре житом. Такође, наредио је свима онима који нису могли да обезбеде прикупљање трогодишњих личних залиха хране да напусте град. Цар је такође поставио и најспособније људе на чело тема тако да је његовом заслугом Лав Исавријанац, будући Лав III, постао стратег теме Анатоликон. Анастасије је затим 715. послао новообновљену византијску флоту у Феникију да униште резерве дрвене грађе од које су Арапи градили своје бродове. Међутим, када су војници из теме Опсикион стигли на Родос, зборно место византијске војске одређене за поход, дошло је до побуне у току које је за цара извикан локални сакупљач пореза Теодосије III. Побуњеници су затим кренули на Цариград и Анастасије је после шест месеци борбе био присиљен да абдицира и прими монашки завет само да би након тога био прогнан у Солун.
Борбе око престола су настављене и даље тако да је Теодосија сменио стратег Анатоликона Лав Исавријанац. Када је одбио другу арапску опсаду Цариграда 718. године Лав се суочио са новом узурпацијом. Анастасије је уз помоћ локалног намесника Никите Ксилинта задобио подршку теме Опсикион и бугарског кана Тервела. На челу бугарске војске Анастасије је 719. поново кренуо на Цариград. Тервел се ипак предомислио и затим предао Анастасија Лаву који га је убрзо погубио. Анастасијевој удовици Ирини било је ипак дозвољено да га сахрани у царском маузолеју при Цркви св. Апостола.